# Antoine Jean-Baptiste
Antoine Jean-Baptiste est un footballeur français, international martiniquais, né le 20 janvier 1991 à Longjumeau. Il évolue au poste d'arrière gauche avec les Monts d'Or Azergues Foot en CFA.

## Biographie
Antoine Jean-Baptiste naît le 20 janvier 1991 à Longjumeau, en région parisienne. Son père Émile est originaire de Martinique, et plus précisément des Anses-d'Arlet. Passé par le FC Longjumeau puis l'US Palaiseau, Antoine Jean-Baptiste est repéré par le Stade rennais, dont il intègre le centre de formation en 2005. En 2006, il dispute la Coupe Nationale des 14 ans avec la sélection de Bretagne, à Clairefontaine, et termine 4e de la compétition. Après quatre saisons en Bretagne, il est finalement recruté par l'Amiens SC, où il évolue jusqu'en 2013, sans jouer de match au niveau professionnel.
En 2013, Antoine Jean-Baptiste quitte Amiens pour rejoindre le FC Aurillac, puis signe une saison plus tard au Vendée Luçon Football, club évoluant en National.

### Sélection de Martinique
Antoine Jean-Baptiste est appelé en sélection de Martinique par Louis Marianne à l'occasion du second tour de qualifications à la coupe caribéenne des nations 2014 du 8 au 12 octobre 2014.

## Palmarès

### Buts internationaux
| # | Date          | Lieu                       | Adversaire | Score | Résultat | Compétition                                                       |
| - | ------------- | -------------------------- | ---------- | ----- | -------- | ----------------------------------------------------------------- |
| 1 | 29 mars 2016  | Roseau, Dominique          | Dominique  | 0-1   | 1-4      | 2e tour des éliminatoires de la Coupe caribéenne des nations 2017 |
| 2 | 1er juin 2016 | Fort-de-France, Martinique | Guadeloupe | 1-0   | 2-0      | 3e tour des éliminatoires de la Coupe caribéenne des nations 2017 |